# GS Productions
GS Productions ist ein 2013 von Vitalik Savisk initiiertes russisches Independent-Label.
Es veröffentlicht neue Künstler sowie Wiederveröffentlichungen und Kompilationen bekannter Interpreten. Zumeist sind die Veröffentlichungen als CD erhältlich. Überwiegend vertreibt das Label Musik aus den Genren des Death- und Funeral-Doom. Zu den populärsten über GS Productions verlegten Bands zählen Interpreten wie Nortt, Quercus, Plagueprayer, Until Death Overtakes Me, Mistress of the Dead, Nagaarum und SLOW.

## Künstler (Auswahl)
- Abysmal Growls of Despair
- Abyssmal Sorrow
- The Angelic Process
- Aphonic Threnody
- Arrant Saudade
- Chalice of Suffering
- The Cold View
- Consummatum Est
- Cryonomicon
- Decemberance
- Deos
- Depressive Mode
- Despondent Chants
- Digenvez
- Dreams After Death
- EverEve
- Excantation
- Frowning
- Funeral Mourning
- Fungoid Stream
- Gehennah
- God Eat God
- Goresleeps
- Grey November
- Grimirg
- Gruulvoqh
- The Howling Void
- Ice Ages
- In Lacrimaes et Dolor
- In Somnis
- Lacrymae Rerum
- Minimorum
- Mistress of the Dead
- Mourning Sun
- Nagaarum
- Noctu
- Ocean of Grief
- Penuria
- Plagueprayer
- Poet
- Qhwertt
- Quercus
- Sadael
- Sencezium
- Sepultus Est
- SLOW
- Until Death Overtakes Me
- Y’ha-Nthlei